# Denis Andrejewitsch Tolpeko
Denis Andrejewitsch Tolpeko (russisch Денис Андреевич Толпеко; * 29. Januar 1985 in Moskau, Russische SFSR) ist ein ehemaliger russischer Eishockeyspieler, der zuletzt beim HK Spartak Moskau in der Kontinentalen Hockey-Liga unter Vertrag stand.

## Karriere
Denis Tolpeko begann seine Karriere als Eishockeyspieler in seiner Heimatstadt in der Jugend von Witjas Podolsk, für dessen Profimannschaft er in der Saison 2002/03 sein Debüt in der zweitklassigen Wysschaja Liga gab. Anschließend wechselte er in die kanadische Top-Juniorenliga Western Hockey League, in der er von 2003 bis 2006 für die Seattle Thunderbirds, die ihn beim CHL Import Draft 2003 in der ersten Runde als insgesamt 47. Spieler ausgewählt hatten, und Regina Pats aktiv war.
Daraufhin erhielt der Center am 5. Juli 2006 als Free Agent einen Vertrag bei den Philadelphia Flyers, für deren Farmteam aus der American Hockey League, die Philadelphia Phantoms, er in der Saison 2006/07 ausschließlich spielte. In der folgenden Spielzeit debütierte der Russe für die Flyers in der National Hockey League, in der er in 26 Spielen insgesamt sechs Scorerpunkte, darunter ein Tor, erzielte. Den Großteil der Saison verbrachte er jedoch erneut bei deren AHL-Farmteam, weshalb er im Sommer 2008 in seine russische Heimat zurückkehrte. Dort wurde er vom HK Dynamo Moskau aus der neugegründeten Kontinentalen Hockey-Liga verpflichtet, mit dem er im selben Jahr den Spengler Cup gewann. Zur Saison 2010/11 wurde der HK Dynamo Moskau mit dem HK MWD Balaschicha fusioniert und Tolpeko erhielt einen Vertrag bei dessen Nachfolgeteam OHK Dynamo, für den er bis 2013 in der KHL auf dem Eis stand und zweimal den Gagarin-Pokal gewann. Im Mai 2013 wurde er gegen Maxim Pestuschko von Neftechimik Nischnekamsk eingetauscht.
Für Neftechimik absolvierte er 38 Partien und erzielte dabei 10 Scorerpunkte, ehe er im Januar 2014 gegen eine Kompensationszahlung an Salawat Julajew Ufa abgegeben wurde. Dort spielte er bis zum Ende der Saison 2014/15 und kam dabei auf 70 Einsätze in der KHL. Anschließend verließ er den Verein und wechselte im Juli 2015 zu Torpedo Nischni Nowgorod, ehe er im Oktober des gleichen Jahres an Amur Chabarowsk abgegeben wurde. Für Amur absolvierte er bis Saisonende 35 KHL-Partien und stand anschließend beim HK Sotschi unter Vertrag. Im Dezember 2016 wechselte er erneut den Verein und spielte bis 2018 beim HK Spartak Moskau.

## Erfolge und Auszeichnungen
- 2008 Spengler-Cup-Gewinn mit dem HK Dynamo Moskau
- 2012 Gagarin-Pokal-Gewinn mit dem OHK Dynamo
- 2013 Gagarin-Pokal-Gewinn mit dem HK Dynamo Moskau

## Statistik
(Stand: Ende der Saison 2013/14)